# Leucon varians
Leucon varians är en kräftdjursart som beskrevs av Gamo 1962. Leucon varians ingår i släktet Leucon och familjen Leuconidae. Inga underarter finns listade i Catalogue of Life.